# Aix-en-Provence
Aix, uradno Aix-en-Provence (okcitansko/provansalsko Ais de Provença oz. Ais de Prouvènço) je zdraviliško mesto in občina v jugovzhodni francoski regiji Provansa-Alpe-Azurna obala, podprefektura departmaja Bouches-du-Rhône. Mesto ima skoraj 150.000 prebivalcev.

## Zgodovina
Aix/Ais (latinsko Aquae Sextiae) je leta 123 pred našim štetjem ustanovil rimski konzul Sextius Calvinus, ki je dal ime po njegovih toplih izvirih, po uničenju bližnjega galskega oppiduma v Entremontu. Leta 102 pred našim štetjem je bil prizorišče bitke pri Aquae Sextiae, kjer so Rimljani pod Gajem Mariusom premagali Kimbre in Tevtone z množičnimi samomori med ujetimi ženskami, ki so prešli v rimske legende o germanskem junaštvu.
V 4. stoletju našega štetja je postal metropola Narbonensis Secunda. Mesto so leta 477 zasedli Vizigoti. V naslednjem stoletju so mesto večkrat oropali Franki in Langobardi, leta 731 so ga zasedli Saraceni in leta 737 Charles Martel. Aix, ki je bil v srednjem veku prestolnica Provanse, svoj zenit je dosegel šele po 12. stoletju, ko je pod rodbinami Barcelone / Aragon in Anjou postal umetniško središče in sedež učiteljišča.
Aix je leta 1487 prešel pod francosko krono z ostalo Provanso, v njem je leta 1501 Ludvik XII. Francoski ustanovil parlament Provanse, ki je obstajal do leta 1789, to je vse do revolucije. V 17. in 18. stoletju je bilo mesto sedež Provanse. Trenutno so arheološka izkopavanja v srednjeveškem predmestju Aix Ville des Tours odkrila ostanke rimskega amfiteatra. Ostanki fosilnih kosti iz zgornjega miocena so povzročili legendo o krščanskem zmaju.

## Geografija
Aix-en-Provence leži na jugu Francije, 32 km severno od središča departmaja Marseilla, v ravnini s pogledom na reko Arc, približno kilometer od desnega brega reke. Mesto se položno nagiba od severa proti jugu, na vzhodu je zlahka opaziti Montagne Sainte-Victoire. Aix-en-Provence ima mediteransko podnebje. Položaj na jugu Francije nudi toplo podnebje, čeprav bolj skrajno kot Marseille zaradi celinske lege. Povprečna januarska temperatura 6 ° C in povprečna julija 24 ° C. V povprečju ima 300 sončnih dni in le 91 dni dežja. [9] Čeprav je delno zaščiten pred maestralom, Aix še vedno občasno doživi hladnejše in sunkovite razmere, ki jih prinaša. 

## Uprava
Aix-en-Provence je sedež dveh kantonov, nastalih 22. marca 2015:
- Aix-en-Provence-1 (del občine Aix-en-Provence: 73.146 prebivalcev 2017),
- Aix-en-Provence-2 (del občine Aix-en-Provence: 69.336 prebivalcev 2017).

(Opomba: za podrobne meje kantona glej )
Mesto je tudi sedež okrožja, v katerem so poleg njegovih dveh še kantoni Gardanne, Lambesc, Pennes-Mirabeau, Pélissanne, Peyrolles-en-Provence, Salon-de-Provence in Trets s 381.986 prebivalci.

## Zanimivosti
Cours Mirabeau je široka cesta, zasajena z dvojno vrsto platan, obrobljenih s finimi hišami in okrašena s fontanami. Sledi liniji starega mestnega obzidja in mesto deli na dva dela. Novo mesto se razprostira na jugu in zahodu; staro mesto s svojimi ozkimi, nepravilnimi ulicami in starimi dvorci iz 16., 17. in 18. stoletja leži na severu. Ob tem drevoredu, ki je na eni strani obdan z bankanami, na drugi pa s kavarnami, je Deux Garçons, najslavnejša pivnica v Aixu. Zgrajeno leta 1792 so obiskovali med drugimi tudi Paul Cézanne, Émile Zola in Ernest Hemingway.
 Stolnica svetega Odrešenika leži na severu v srednjeveškem delu Aixa. Zgrajena je na mestu nekdanjega rimskega foruma in sosednje bazilike, vsebuje mešanico vseh slogov od 5. do 17. stoletja, vključno z bogato okrašenim portalom v gotskem slogu z vrati, izredno izrezljanimi v orehu. Notranjost vsebuje tapiserije iz 16. stoletja, triptih iz 15. stoletja, ki na stranskih ploščah prikazuje kralja Renéja in njegovo ženo, ter krstilnico Merovingov, renesančno kupolo, podprto z originalnimi rimskimi stebri. Nadškofijska palača (Palais de l'Archêveché) in romanski križni hodnik je na njeni južni strani. Nadškofija Aix je od 1801 oz. 1822 združena z Arlesom, metropolija pa je bila ukinjena 2002 in prenešena na Marseille, ki je bil z začetku 19. stoletja prav tako združen z Aixom.
Med drugimi javnimi ustanovami ima Aix tudi drugo najpomembnejše pritožbeno sodišče (Palais de Justice) zunaj Pariza, ki stoji v bližini nekdanje palače grofov Provanških (Palais des Comtes).
.
Mestna hiša Aix-en-Provence (Hôtel de Ville), stavba v klasičnem slogu iz sredine 17. stoletja, gleda na slikovit trg (Place de l'Hôtel de Ville). Vsebuje nekaj lepih lesenih izdelkov in tapiserij. Ob njeni strani se dviga stolpna ura, postavljena leta 1510. [13] Na Place de l'Hôtel de Ville je tudi nekdanja koruzna borza (1759–1761) (Halle de Grains). To okrašeno stavbo iz 18. stoletja so zasnovali bratje Vallon. V bližini so izjemni termalni vrelci, ki vsebujejo apno in ogljikovo kislino, ki so jih prvi izkoristili Rimljani in jim dali ime Aquae Sextiae. Zdravilišče je bilo zgrajeno leta 1705 v bližini ostankov starodavnih Sextiusovih rimskih kopeli.
Južno od Cours Mirabeau je Quartier Mazarin. To stanovanjsko okrožje je v zadnji polovici 17. stoletja za zemljiškega gospoda Aixa zgradil nadškof Michele Mazzarin, brat kardinala Julesa Mazarina in vsebuje več pomembnih hôtels particuliers – velikih hiš. Cerkev Saint-Jean-de-Malte iz 13. stoletja vsebuje dragocene slike in nedavno obnovljen orgle. Poleg nje je Musée Granet, posvečen evropskemu slikarstvu in kiparstvu.
Aix pogosto imenujejo mesto tisoč fontan. Med najpomembnejšimi sta Fontaine des Quatre Dauphins (Vodnjak štirih delfinov) v Quartier Mazarin, ki ga je oblikoval Jean-Claude Rambot in trije vodnjaki navzdol po osrednjem Cours Mirabeau: na vrhu vodnjak iz 19. stoletja prikazuje 'dobrega kralja' Renéja, ki drži muškatno grozdje, ki ga je v 15. stoletju predstavil Provansi; na pol navzdol je naravni vodnjak s toplo vodo (34 ° C), prekrit z mahom, ki sega že v obdobje Rimljanov; spodaj na La Rotonde, vozlišču sodobnega Aixa, stoji monumentalni vodnjak iz leta 1860 s tremi velikanskimi kipi, ki predstavljajo umetnost, pravičnost in kmetijstvo. V starejšem delu Aixa so tudi znamenite fontane na Place d'Albertas in Place des Trois-Ormeaux.
Musée Granet je muzej, posvečen slikarstvu, kiparstvu in arheologiji Aixa. Pred mednarodno razstavo leta 2006, ki je obeležila stoletnico Cézannove smrti, je doživel pomembno obnovo in reorganizacijo. Zaradi pomanjkanja prostora bo velika arheološka zbirka, vključno z mnogimi nedavnimi odkritji, razstavljena v novem muzeju, še v fazi načrtovanja. V muzeju so glavne slike Jean-Dominiqua Ingresa (med njimi monumentalna Jupiter in Tetis), avtentični Rembrandtov Avtoportret in dela Anthonyja van Dycka, Paula Cézanna, Alberta Giacomettija in Nicolasa de Staëla. Junija 2011 se je v Musée Granet odprl prvi del zbirke Fondation Jean et Suzanne Planque, ki vsebuje več kot 180 umetnin. Ta zapuščina švicarskega slikarja, prodajalca in umetnika, zbiralca umetnin Jeana Planqueja, osebnega prijatelja Pabla Picassa, je mestu podarjena v začetnem obdobju 15 let. Zbirka vsebuje več kot 300 umetniških del, vključno s slikami in risbami Degasa, Renoirja. Gauguina, Monet, Cézanna, Van Gogha, Picassa, Pierra Bonnarda, Paula Kleeja, Fernanda Légerja, Giacomettija in Dubuffeta. Celotna zbirka je shranjena v posebej izdelani prilogi v Chapelle des Pénitents Blancs, ki je v bližini.
L'atelier Cézanne, nekdanji atelje Paula Cézanna, zdaj muzej, je na severnem obrobju Aixa. Ohranjen je tako, kot je bilo v času slikarjeve smrti in vsebuje veliko njegovih osebnih predmetov in rekvizitov, uporabljenih na njegovih slikah.

### Montagne Sainte-Victoire
Vzhodno od Aixa se dviga Montagne Sainte-Victoire (1011 m), ena od znamenitosti Pays d'Aix-a. Dostop je iz središča Aixa po cesti ali peš, po gozdni pešpoti Escrachou Pevou do planote Bibemus. Dramatično stoji nad majhnim jezom, ki ga je zgradil oče Émila Zolaja in je bil vse življenje najljubši predmet in preganjalec Paula Cézanna. V vasi Le Tholonet na prepadni južni strani Mont Sainte-Victoire je mlin na veter, ki ga je uporabljal in za to planinsko kočo, zatočišče Cézanna, kjer je rad slikal.
Na severu se gora skozi gozd nežno spušča do vasi Vauvenargues. Dvorec Vauvenargues s pogledom na vas so nekdaj zasedali grofje Provanški (vključno z Renéjem Anjou) in nadškofje v Aixu, preden je postal družinsko domovanje markiza de Vauvenargues. Leta 1958 ga je pridobil španski umetnik Pablo Picasso, ki je tam živel od leta 1959 do 1962, ko se je preselil v Mougins. On in njegova žena Jacqueline sta pokopana v tem kraju, ki običajno ni odprt za javnost. Od leta 2009 naprej je bil château, ki zdaj pripada Jacquelinini hčerki Catherine Hutin, odprt za javnost od junija do septembra.
Mont Sainte-Victoire ima zapleteno mrežo poti, ki vodijo do samostana in Croix de Provence na vrhu, do velikega umetnega rezervoarja Bimont in do rimskega viadukta nad Tholonetom.

## Evropsko mesto kulture
Aix-en-Provence je bil del Marseille-Provence 2013, celoletnega kulturnega festivala, ko je regija služila kot Evropska prestolnica kulture. Aix je gostil več pomembnih kulturnih dogodkov, vključno s polovico gala razstave Grand Atelier du Midi in epizodo pirotehnične predstave Révélations. Mesto je tudi predstavilo novo večjo kulturno infrastrukturo, vključno z Darius Milhaud Conservatory, ki ga je zasnoval Kengo Kuma.

## Mednarodne povezave
Pobratena mesta
Aix-en-Provence je pobraten z:
| - Aškelon, Izrael, od 1995 - Bath, Somerset, Anglija, od 1977 - Kartagina, Tunizija, od 1993 - Coimbra, Portugalska, od 1982 - Granada, Andaluzija, Španija, od 1978 - Perugia, Umbrija, Italija, od 1970 - Tübingen, Baden-Württemberg, Nemčija, od 1960 |

Partnerska mesta
Poleg tega ima Aix mednarodna sodelovanja, partnerstva in izmenjave z naslednjimi mesti z vsega sveta:
| - Oujda, Maroko od 1997 - Baalbek, Libanon - Bamako, Mali - Pécs, Madžarska - Baton Rouge, Louisiana, ZDA - Coral Gables, Florida, ZDA - Filadelfija, Pensilvanija, ZDA, od 1998 - Kumamoto, prefektura Kumamoto, Japonska |